# Margo Mulia Sosa IV
Margo Mulia Sosa IV is een bestuurslaag in het regentschap Padang Lawas van de provincie Noord-Sumatra, Indonesië. Margo Mulia Sosa IV telt 1249 inwoners (volkstelling 2010).